# Museu Nacional d’Art de Catalunya

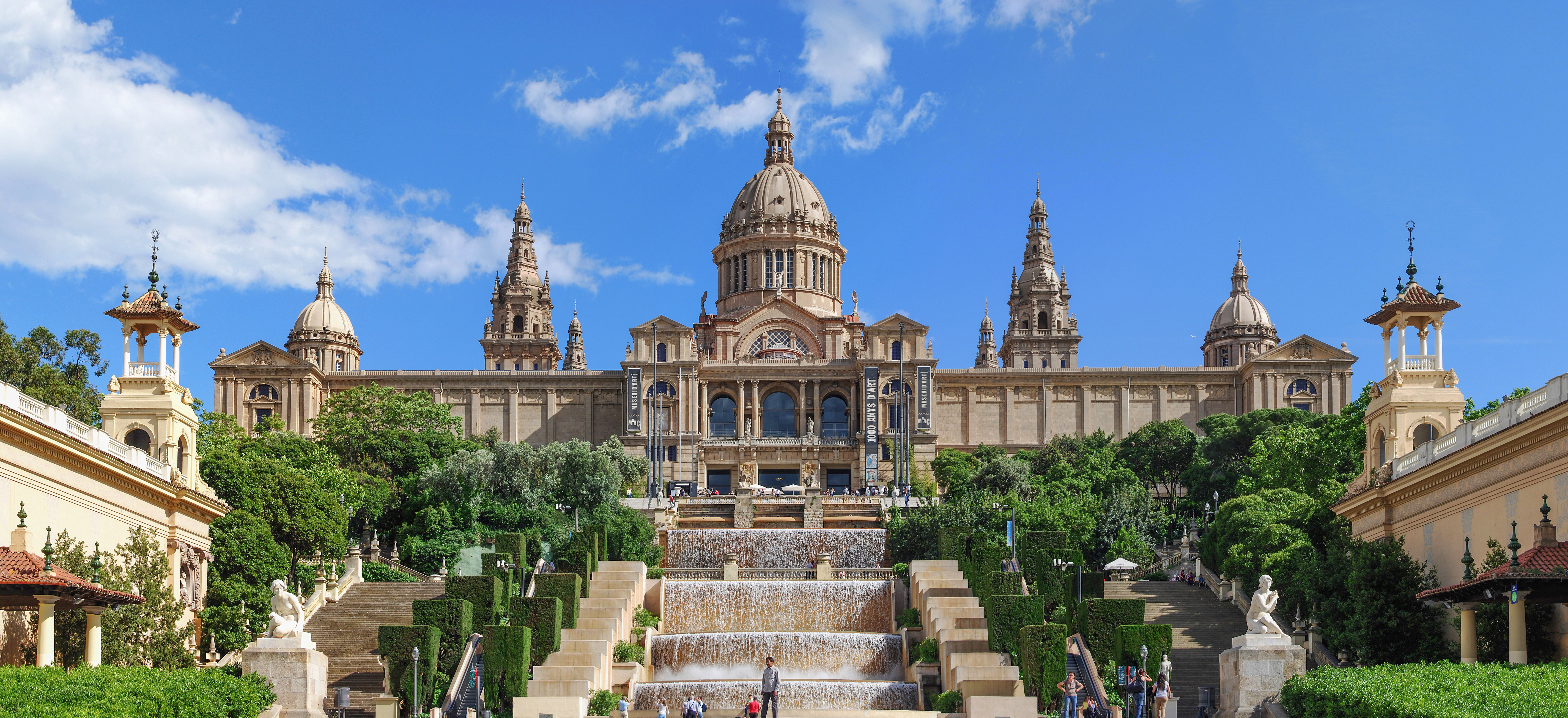
Der Palau Nacional, Sitz des Museu Nacional d’Art de Catalunya

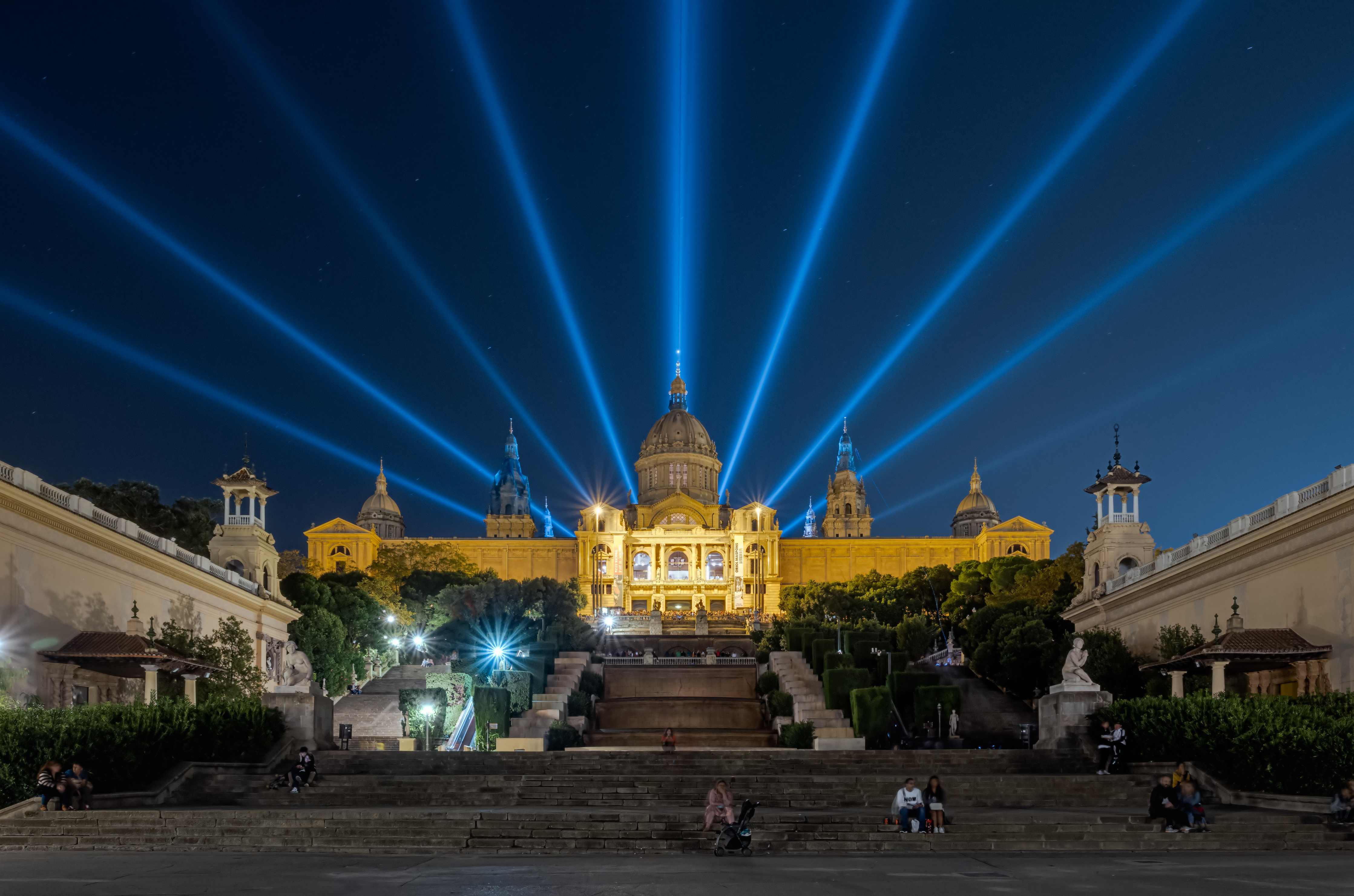
Das Museu Nacional d’Art de Catalunya in der Nacht

Ramon Casas: Ramon Casas und Pere Romeu auf einem Tandem (1897) im MNAC

Das Museu Nacional d’Art de Catalunya (spanisch: Museo Nacional de Arte de Cataluña), auch als MNAC bekannt, ist ein Museum in Barcelona, Spanien. Es entstand 1990, als die Sammlung des Museu d’Art Modern und das Museu d’Art de Catalunya zusammengeführt wurden.
Das MNAC ist ein Konsortium der Stadt Barcelona und des Katalanischen Kultusministeriums. Sein Hauptsitz befindet sich im Palau Nacional in Barcelona, der am Fuß des Montjuïc liegt und 1929 aus Anlass der Weltausstellung eröffnet wurde. Drei weitere Institutionen sind Bestandteil des MNAC: die Biblioteca Museu Víctor Balaguer in Vilanova i la Geltrú, das Museu de la Garrotxa in Olot und das Museu Cau Ferrat in Sitges.

## Die Sammlungen
Die Romaniksammlung gilt als eine der umfangreichsten der Welt. Den Grundstock bildet die einzigartige Abteilung romanischer Fresken in maßstabsgerechten Architekturkulissen. Die teils großformatigen Wandmalereien des 12. und 13. Jahrhunderts wurden in den 1920er Jahren aus kleinen Kirchen in den Pyrenäen abgenommen und konserviert. Darüber hinaus beinhaltet die Sammlung zahlreiche Tafelbilder und Holzskulpturen.
Die Sammlung gotischer Kunst hat ihren Schwerpunkt in der katalanischen Tafelmalerei und Bildhauerei. Sie umfasst zahlreiche Werke von Bernat Martorell, Jaume Huguet und Lluís Dalmau.
Die Kunstsammlung des Barock und der Renaissance ist als Folge der damaligen relativen Bedeutungslosigkeit Kataloniens nicht von gleich großer Qualität wie die des Mittelalters. Dennoch besitzt das Museum herausragende Werke des 16. bis 18. Jahrhunderts – wenn auch nicht aus Katalonien. Zu nennen sind da besonders Gemälde von El Greco und von Velázquez. Die angeschlossene Sammlung Llegat Cambó erweitert den Bestand auch um herausragende Zeugnisse der italienischen und französischen Barockmalerei, insbesondere der Altniederländische Malerei und des italienischen Quattrocento. Ebenfalls angeschlossen ist ein Teil der Kunstsammlung des Museo Thyssen-Bornemisza.
Die Kunstsammlung der Moderne vereinigt die wichtigsten Werke katalanischer Kunst des 19. und der ersten Jahrzehnte des 20. Jahrhunderts. Die Aufeinanderfolge der unterschiedlichen Strömungen in diesem Zeitraum wird nahtlos dargestellt: vom Neoklassizismus über den Realismus, Modernisme und Noucentisme bis zur Avantgarde.
Zu diesen Sammlungen kam eine Numismatik und eine Kupferstichabteilung, sowie der Fundus der Biblioteca General de Historia del Arte. 1996 kam eine der Fotografie gewidmete Abteilung hinzu. 2006 umfasste der Bestand des Museums 250.000 Werke in den verschiedenen Sammlungen. Außer Platz für Wander- und Dauerausstellungen zu bieten, erfüllte es auch andere Aufgaben, wie die Restaurierung und Konservierung von Kunstwerken zu unterstützen.